# Scotopteryx intermedia
Scotopteryx intermedia là một loài bướm đêm trong họ Geometridae.